# La Ceinture de feu (film)

La Ceinture de feu (en arabe : Zennar El Naar, en anglais : Ring of Fire) est un long métrage du cinéaste libanais Bahij Hojeij, sorti en 2004. Il s'agit d'une adaptation d'un roman de Rachid El-Daïf, L'Obstiné.

## Résumé
L'action du film se déroule pendant la guerre du Liban en 1985. Le film est centré sur les civils, et sur le retentissement de la guerre sur leur vie intérieure.
Le personnage principal est un professeur de traduction, Chafic, qui pendant des bombardements, vit un moment d'intimité sensuelle avec une inconnue, ou s'imagine en vivre un. Il est ensuite hanté par le souvenir de cette étreinte. Plusieurs personnages secondaires connaissent également des moments où leur relation avec la réalité vacille.
Le titre, la Ceinture de Feu, est une image qui fait référence au zona, une maladie contagieuse, qui peut éventuellement évoquer la "maladie" de la guerre. Une autre image de la guerre dans le film pourrait être la peste, le professeur de traduction lisant à ses étudiants des passages de La Peste, roman d'Albert Camus.

## Analyse
Le film est un combat contre l'amnésie selon L'Orient le Jour. Le personnage principal représente la majorité des Libanais pendant la guerre, ceux qui ont subi la guerre et qui n'ont pas voulu y participer.
Le réalisateur déclare : « Je ne voulais pas faire un film sur la guerre pour parler de la guerre uniquement. Je voulais parler de la guerre à partir d’aujourd’hui, c’est-à-dire après 12-13 ans de paix (…) car nous vivons le prolongement de cette guerre- là, de ses séquelles, et dans le film tout cela est clair. ».

## Lieux du tournage
Le film a été tourné à Beyrouth «aux environs de l'hôtel “Holiday Inn” et dans la banlieue», car les lieux portaient encore des vestiges des bombardements (en 2003) ; et «en partie à Fanar, à la Faculté des lettres et des Sciences humaines de l’Université Libanaise».

## Récompenses
- Festival international du film de Kerala (Inde), Prix FIPRESCI, Meilleur premier film, 2004
- Journées cinématographiques de Carthage, Prix du meilleur second rôle féminin (Julia Kassar)

## DVD
Le film sort en DVD en 2009.

## Fiche technique
- titre français : La Ceinture de feu
- Titre original : Zennar El Naar
- Réalisation et scénario : Bahij Hojeij, Rachid Daif
- Montage : Gladys Joujou
- Producteur exécutif : Marwan Tarraf
- Coproducteurs : Olivier Gal, Bahij Hojeij, Marwan Tarraf
- Durée : 98 minutes
- Musique : Vatche Kalenderian
- Décor : Nabil Salamé
- Son : Mouhab Chanesaz
- Image : Maxime Héraud
- Date de sortie : 2004

## Distribution
- Nida Wakim : le professeur Chafic
- Julia Kassar : la collègue, Amal
- Liliane Younès : la veuve
- Bernadette Hodeib : la femme en deuil
- Hassan Farhat : le concierge
- Abdalla Homsi : le vendeur de café
- Liliane Younès : la femme dans le taxi